# Anomopoda
Die Anomopoda sind eine Unterordnung der Wasserflöhe und Krallenschwänze (Onychura). Sie umfasst etwa 300 Arten, die weltweit ausschließlich in Binnengewässern vorkommen. Vor allem die im Plankton lebenden Anomopoda haben eine wichtige ökologische Bedeutung als Konsumenten von Algen und Nahrungsgrundlage für Fische.

## Merkmale
Anomopoda sind relativ kurz und erreichen Körpergrößen von 0,26 mm bis 6 mm. Sie bestehen aus einem Kopf, einem Thorax mit fünf oder sechs Beinpaaren sowie einem Abdomen ohne Anhänge. Das Telson ist nach vorne gebogen, sodass dessen Dorsalseite ventral liegt. Es wird zum Graben sowie zum Schieben beim Kriechen benutzt. Terminal trägt es ein Paar Klauen, mit denen überschüssige Nahrung aus der Futterinne entfernt werden kann.
Der kurze Kopf ist meist mit einem Kopfschild ausgestattet, der gesamte restliche Körper sowie die Extremitäten sind von einem unverkalkten Carapax umhüllt. Dieser ist zwar funktionell zweiklappig, hat aber kein Scharnier. Die ventralen Carapaxränder können in vielfältiger Weise abgewandelt sein, um etwa eine Balance oder bei benthischer Lebensweise das Festsetzen zur Nahrungsaufnahme zu gewährleisten.
Während die ersten Antennen eher klein und eingliedrig sind, sind die zweiten Antennen groß und zweiästig, also in Endo- und Exopodit gegliedert. Letzterer hat drei bis vier Segmente, der Endopodit deren drei. Die zweiten Antennen sind das primäre Fortbewegungsorgan der Anomopoda und sind mit Schwimmborsten ausgestattet. Bei benthischen Arten können sie zusätzlich zum Graben, Kriechen und Klettern genutzt werden. Die ersten Maxillen besitzen wenige Dornen, die zweiten Maxillen fehlen oder liegen nur rudimentär vor.
Die fünf bis sechs Beinpaare sind sehr unterschiedlich gebaut, da sie verschiedenen Funktionen dienen. So kann das erste Beinpaar das Kriechen über einem Substrat unterstützen, oder wie das zweite und dritte Beinpaar Nahrungspartikel aufwirbeln oder abkratzen, sowie der weiteren Manipulation der Nahrung dienen. Das vierte und fünfte Beinpaar bildet mit ihren Filtergittern die Seitenwände der medianen Gasse zwischen den Beingliedern, in die die Nahrungspartikel gesogen werden. Deren Exopoditen erzeugen den hierfür nötigen Wasserstrom. Außerdem unterstützen sie den Vorwärtstransport der Nahrung durch die Futterrinne. Die Beine des sechsten Paares sind meist nur lappenartige Anhänge und bilden den caudalen Abschluss der Gasse zwischen den Beinen.
Das Komplexauge entstand aus einer paarigen Anlage, ist jedoch zu einem ungestielten, beweglichen Einzelauge verschmolzen. Außerdem ist meist ein Naupliusauge vorhanden. Der Darmkanal kann gestreckt sein oder stark gewunden vorliegen. Als Exkretionsorgane dient das Maxillennephridienpaar. Das kurze Herz hat ein Ostienpaar und erscheint tonnenförmig, wobei Gefäße nicht vorhanden sind.
Die paarigen Gonaden erstrecken sich lateral vom Darm. Die Ovidukte münden zwischen Schale und Rumpfrücken in den sog. Brutraum. Männchen sind in der Regel kleiner als Weibchen. Die ersten Antennen und das erste Beinpaar der Männchen sind zum Festhalten der Weibchen bei der Fortpflanzung abgewandelt.

## Fortpflanzung
Fortpflanzung der Anomopoda kann ein- oder zweigeschlechtlich erfolgen. Entweder werden bei diploider Parthenogenese dotterreiche Eier in den dorsalen Brutraum abgegeben, oder die Fortpflanzung ist bisexuell, wobei befruchtete Eier zu sog. Dauereiern werden. Bereits nach Tagen oder erst nach dem Überwintern schlüpfen kleine, fertige Wasserflöhe. Obligate Parthenogenese kann vorkommen, meist wechseln jedoch bisexuelle und parthenogenetische Generationen (Heterogonie).

## Ökologie
Anomopoda kommen weltweit vor und sind auf Binnengewässer beschränkt. Dort können sie in allen Lebensräumen vorkommen, also im Benthal, Phytal, Pelagial und Interstidial. Außerdem können Anomopoda auch im feuchten Moos oder im Falllaub von Regenwäldern vorkommen. Einige Arten leben auch in Binnensalzgewässern. Die Artendiversität der Anomopoda ist im Benthos größer als im Pelagial, da die Einnischungsmöglichkeiten größer sind.
Plankler unter den Anomopoda haben ähnlich wie die Ruderfußkrebse (Copepoda) in marinen Lebensräumen eine große ökologische Bedeutung, denn sie sind das zentrale Bindeglied in der Nahrungskette zwischen Seston und Nekton. Als Primärkonsumenten regulieren sie die Biomasse des Phytoplanktons sowie der Bakterienpopulationen. Sowohl Plankler als auch die Anomopoden des Benthos sind wichtiger Nahrungsbestandteil von Fischen.

## Systematik
Die Anomopoda umfassen folgende sechs Familien:
- Bosminidae Baird, 1845
- Chydoridae Stebbing, 1902
- Daphniidae Straus, 1820
- Ilyocryptidae Smirnov, 1971
- Macrothricidae Norman & Brady, 1867
- Moinidae Goulden, 1968

## Nachweise
- Wilfried Westheide, Gunde Rieger (Hrsg.): Spezielle Zoologie. Teil 1: Einzeller und Wirbellose Tiere. 3. Auflage. Springer-Verlag, Berlin Heidelberg 2013, ISBN 978-3-642-34695-8, S. 578–582.